# Il marmittone
Il marmittone (The Sad Sack) è un film del 1957 diretto da George Marshall.
È un film comico con protagonista Jerry Lewis, uno dei primi girati dal comico statunitense dopo la fine del sodalizio artistico con Dean Martin.

## Trama
Bisby, soldato semplice, è una frana. Per impedirgli di combinare ulteriori guai viene affidato prima alle cure di una psicologa, poi alla custodia di due caporali. Ma tutto questo non impedisce a Bisby di farsi abbindolare da un gruppo di malviventi che sta cercando di vendere un nuovo tipo di mitragliatrice a un sultano in guerra. I due caporali, con l'aggiunta di una ballerina, lo salveranno giusto in tempo, anche se in seguito a varie peripezie, dato che erano stati catturati e imprigionati.

## Contestualizzazione
Il New York Times accoglie l' uscita di The Sad Sack, il secondo film di Jerry Lewis dopo la separazione da Dean Martin, come una debole farsa. L'artista fa chiaramente una visita al linguaggio dei fumetti, il titolo inglese è quello del popolare fumetto americano, Sad Sack. Quanto al titolo italiano, Marmittone è il personaggio creato da Bruno Angoletta. Nonostante l'ostilità di certa critica il film riscosse un grande successo di pubblico.